# Dylematu 5
Dylematu 5 – polski miniserial komediowy z 2006 roku, w reżyserii Grzegorza Warchoła, liczący tylko 3 odcinki z planowanych 13, kontynuacja serialu Alternatywy 4 z 1983.

## Produkcja
Początkowo reżyserem serialu był Wojciech Smarzowski, jednak ze względu na „różnice artystyczne” na dwa tygodnie przed rozpoczęciem zdjęć zastąpił go Warchoł. Zdjęcia rozpoczęto 30 sierpnia 2006 w Warszawie. Pojawiły się w nim nowe postacie. Zabrakło natomiast gospodarza domu Stanisława Anioła (nieżyjący Roman Wilhelmi), profesora Ryszarda Dęba-Rozwadowskiego (nieżyjący Mieczysław Voit) i jego gosposi Zosi (Ewa Ziętek), rodziny Majewskich (nieżyjąca Elżbieta Jagielska i Wiesław Gołas), państwa Kubiaków (śpiewaczki i jej męża – Halina Kowalska i Jerzy Turek), Dionizego Cichockiego (nieżyjący Bronisław Pawlik) i Jana Winnickiego (Janusz Gajos). Nowego gospodarza domu zagrał Tomasz Sapryk. 
Serial wyprodukowało studio filmowe Filmcontract. Telewizja Polska zamówiła 3 odcinki (po ok. 50 minut każdy), których emisja odbyła się w „Jedynce” w trzy kolejne wieczory od 1 maja 2007. Przy okazji emisji TVP przeprowadziła SMS-ową sondę wśród widzów, aby poznać ich opinię, czy warto produkować kolejne odcinki. Według serwisu „WirtualneMedia.pl”, premierowe odcinki Dylematu 5 miały bardzo dobrą oglądalność, ale z uwagi na negatywne recenzje krytyków i widzów decyzja o kontynuowaniu produkcji miała być podjęta przez Zarząd TVP w terminie późniejszym. W sierpniu rzecznik prasowy TVP, Aneta Wrona, poinformowała, że produkcja serialu nie będzie kontynuowana.
Zdjęcia plenerowe: Warszawa Ursynów, ul. Marii Grzegorzewskiej 3 i ul. Kabacki Dukt 2.

## Fabuła
Dalsze losy bohaterów serialu Alternatywy 4, z którego powraca większość bohaterów. Nauczycielka Bożena Lewicka nadal wzdycha do docenta Zenobiusza Furmana. Konstruktor Marek Manc wciąż pracuje nad wynalazkami. Dawna pani Aniołowa jest teraz prężną przedstawicielką dużego banku. Kłócących się panów Kotka i Kołka teraz dodatkowo różni dawna pani Kołkowa, a obecnie Kotkowa. Oprócz nich pojawiają się nowi bohaterowie, m.in. policjant Wojtaszek (marzący o awansie do CBŚ) z żoną i synem czy pan Rychu najmujący mieszkanie, w którym zakłada agencję towarzyską i zatrudnia trzy Ukrainki. Nowym gospodarzem domu zostaje cwaniaczek Jan Pokorny.
Akcja rozpoczyna się w bloku przy ul. Alternatywy 4, który z powodu wybuchu w piwnicy zostaje zniszczony. Mieszkańcy z konieczności koczują na zewnątrz, czekając na dalsze decyzje władz. Otrzymują propozycję zamieszkania w bloku pod nowym, tytułowym adresem. „Zagrał” go budynek przy ul. Kabacki Dukt 2 na warszawskim Ursynowie, w pobliżu Lasu Kabackiego. Lokatorzy są zachwyceni, ponieważ otrzymują eleganckie apartamenty. Dowiadują się jednak, że dom jest zadłużony na sumę ponad miliona złotych, a oni muszą wspólnie spłacić dług w ratach. Mieszkańcy obmyślają różne strategie zmierzające do pozbycia się zadłużenia. Pokorny proponuje im rozwiązanie: jeśli zgodzą się na sąsiedztwo hipermarketu „Megahit”, otrzymają w zamian gratyfikację pieniężną na pokrycie zadłużenia.

## Odbiór
Serial otrzymał negatywne opinie od widzów, krytyków i dziennikarzy; doczekał się szybko określenia „największe rozczarowanie roku”. Produkcja została zakończona po trzech odcinkach.

## Obsada
- Tomasz Sapryk − Jan Pokorny, przewodniczący wspólnoty mieszkaniowej przy Dylematu 5
- Zofia Czerwińska − Zofia Balcerkowa
- Witold Pyrkosz − Józef Balcerek, mąż Zofii
- Jacek Braciak − Krzysiek Balcerek, syn Zofii i Józefa
- Jerzy Bończak − konstruktor Marek Manc
- Jerzy Kryszak − Zdzisław Kołek, lekarz
- Kazimierz Kaczor − Zygmunt Kotek
- Anna Chitro − Alicja Kotek, była żona Kołka
- Wojciech Pokora − docent Zenobiusz Furman
- Stanisława Celińska − Bożena Lewicka, nauczycielka
- Bożena Dykiel − Mieczysława Engelmajer, primo voto Aniołowa
- Krystyna Tkacz − radna, była żona Kotka
- Hanna Bieniuszewicz − Ewa Majewska
- Leon Charewicz − Koliński, mąż Ewy
- Krzysztof Tyniec − Wojtaszek
- Izabela Dąbrowska − Wojtaszkowa
- Antoni Królikowski − Ostry
- Adam Ferency − senator
- Joachim Lamża − burmistrz
- Weronika Książkiewicz − Nadia
- Monika Dryl − aktywistka ekologiczna
- Piotr Grabowski − akwizytor
- Katarzyna Paskuda − redaktorka Monika
- Wacław Szklarski − pracownik Instytutu Maszyn Niedużych
- Jan Kozaczuk

## Odcinki
1. „Eksplozja” (premiera 1 maja 2007)
2. „Spóła” (premiera 2 maja 2007)
3. „Biznes” (premiera 3 maja 2007)

## Oglądalność
| Nr odcinka | Oglądalność | Udziały w rynku |
| ---------- | ----------- | --------------- |
| 1.         | 3,541 mln   | 25,4%           |
| 2.         | 3,142 mln   | 26,7%           |
| 3.         | 3,328 mln   | 26,8%           |
| Średnia    | 3,337 mln   | 26,3%           |